# Sierra Leone na Letnich Igrzyskach Olimpijskich 1980
Sierra Leone na Letnich Igrzyskach Olimpijskich 1980 w Moskwie reprezentowało 14 zawodników: 12 mężczyzn i 2 kobiety. Najmłodszym olimpijczykiem był biegacz Sahr Kendor (17 lat 291 dni), a najstarszym maratończyk Baba Ibrahim Suma-Keita (33 lata 104 dni)
Był to drugi start reprezentacji Sierra Leone na letnich igrzyskach olimpijskich.

## Boks
Mężczyźni
- Mohamed Bangura – waga lekka (17. miejsce)
- Ben Sisay – waga półśrednia (17. miejsce)

## Lekkoatletyka
Kobiety
- Estella Meheux – bieg na 100 metrów (odpadła w eliminacjach), bieg na 200 metrów (odpadła w eliminacjach), bieg na 100 metrów przez plotki (odpadła w eliminacjach)
- Eugenia Osho-Williams – biegi na 100, 200, 400 i 800 metrów (odpadła w eliminacjach)

Mężczyźni
- John Carew – bieg na 100 metrów (odpadł w eliminacjach)
- Sheku Boima – bieg na 100 metrów (odpadł w eliminacjach), bieg na 200 metrów (odpadł w eliminacjach)
- Rudolph George – bieg na 100 metrów (odpadł w eliminacjach), bieg na 200 metrów (odpadł w eliminacjach)
- Walter During – bieg na 200 metrów (odpadł w eliminacjach)
- Jimmy Massallay – bieg na 400 metrów (odpadł w eliminacjach), bieg na 800 metrów (odpadł w eliminacjach)
- William Akabi-Davis – bieg na 400 metrów (odpadł w eliminacjach)
- Sahr Kendor – bieg na 400 metrów (odpadł w eliminacjach), bieg na 800 metrów (odpadł w eliminacjach)
- George Branche – bieg na 800 metrów (odpadł w eliminacjach), bieg na 1500 metrów (odpadł w eliminacjach)
- Baba Ibrahim Suma-Keita – maraton (46. miejsce)
- Columba Blango – dziesięciobój lekkoatletyczny (16. miejsce)
- sztafeta 4 × 100 metrów: Rudolph George, Sheku Boima, William Akabi-Davis, Walter During (odpadła w eliminacjach)
- sztafeta 4 × 400 metrów: William Akabi-Davis, Jimmy Massallay, Sahr Kendor, George Branche (odpadła w eliminacjach)